# 宮川朝市

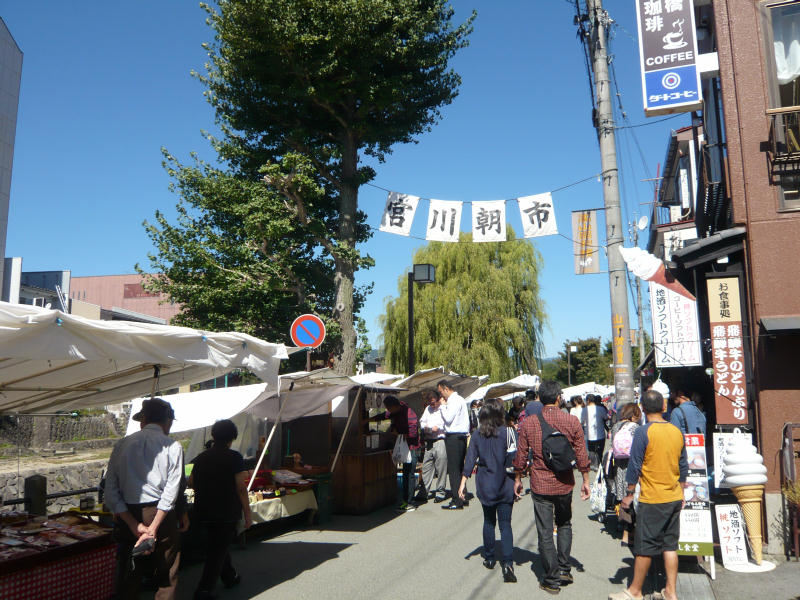
宮川朝市

飛騨高山宮川朝市（みやがわあさいち）は、岐阜県高山市下三之町（宮川沿い）の路上にて、飛騨高山宮川朝市協同組合によりほぼ毎朝行われている朝市である。石川県輪島市の輪島朝市、千葉県勝浦市の勝浦朝市と並ぶ、日本三大朝市のひとつに数えられ、高山市を代表する観光名所の一つである。

## 概要
朝市が開催される通りは「朝市通り」とも呼ばれ、ここでは高山の名産品に限らず、新鮮な野菜や果物、手作りの雑貨なども販売される。観光客だけでなく地元の利用者も訪れることから、フリーマーケットとしての機能が併設されているとも言えよう。この朝市のほかに陣屋朝市もあり、高山市の朝市の双璧をなしている。

## 歴史
- 現在の朝市は1953年5月1日から始まったものであるが、朝市そのものの歴史は古く、江戸時代より高山別院付近で始まった朝市に端をなすとの記録が残されている。
- 戦後、1947年に安川朝市組合が結成され、結成当時は安川通りで行われていたものの、1953年にその安川通りが国道158号に含まれたことから、県から立ち退きを命じられている。その移転先として始まったのが宮川朝市となる。
- 最盛期には300店以上あったとも言われ、現在は後継者問題に頭を悩ませているとのことである。

## 開催期間
- 現在80名〜90名が組合に参加しており、50〜70店が6:00〜12:00に開催される。ただし、冬季は7:00から開催する店舗が多い。
- 季節などによって出店数は変動し、天候がすぐれない場合は出店数が減少することが多い。特に、豪雪や豪雨、落雷の予報がある場合などにより全く出店されない日があるものの、ほぼ年中無休で出店されている。
- 大晦日を含む年末の数日間は「歳の瀬市」（歳の市）と称し、高山の風物詩である花餅や門松など正月用品が多く並ぶ。

## 主な出品内容
ここでは主な特産品、販売品を示す。季節により出品内容は異なる。

### 漬物
- 飛騨紅かぶ（かぶら漬、千枚漬けなど）
- うめ漬け
- 味よし漬
- ごぼう味噌漬
- 酒どろぼう
- まんまどろぼう
- 飯もらい
- 楽京あます漬
- 大根あます漬

### 果物
- りんご（飛騨りんご、陽光りんご、シナノスイートなど）
- メロン（飛騨メロンなど）
- 桃（飛騨桃など）
- プラム、さくらんぼ
- ぶどう
- 柿

### 加工品
- 餅
- みだらしだんご
- 朴葉（ほうば）味噌
- 駄菓子

### 手工芸品
- さるぼぼ
- 一位一刀彫
- 飴細工
- わら工芸品
- けやき工芸品
- きり工芸品

### その他
- 季節の野菜、山菜
- 卵
- きのこ、豆類
- 米、もち米、雑穀
- 生花、造花